# تونی جو وایت
تونی جو وایت (انگلیسی: Tony Joe White؛ زادهٔ ۲۳ ژوئیهٔ ۱۹۴۳-درگذشته ۲۴ اکتبر ۲۰۱۸) خواننده-ترانه‌سرا، آهنگ‌ساز و نوازندهٔ گیتار اهل ایالات متحده آمریکا بود. او که فعالیت موسیقی‌اش را از سال ۱۹۶۸ میلادی آغاز کرد بیشتر برای ترانه‌های «سالاد سرخاب کولی» و «شب بارانی در جورجیا» (با اجرای بروک بنتون) شناخته شده‌است. «سالاد سرخاب کولی» بعداً توسط خوانندگانی هم‌چون الویس پرسلی و تام جونز بازخوانی شد. «پنجره‌های بخارگرفته» تینا ترنر از دیگر ترانه‌های مشهوری است که وایت خالق آن بوده‌است.